# Gamereactor
Gamereactor ist eines der bekanntesten Videospielmagazine Skandinaviens. Die erste Ausgabe erschien 1999 in Dänemark, dann wurde es auch in Schweden und später in Norwegen verkauft, aber auch im schwedischsprachigen Teil von Finnland. Pro Jahr erscheinen zehn Ausgaben. Des Weiteren kann die Zeitschrift auch abonniert oder über das Internet heruntergeladen werden.
Die deutschsprachige Ausgabe erscheint nach Verlagsangaben achtmal jährlich in einer Auflage von 80.000 Exemplaren und wird als Kundenzeitschrift kostenlos in Ladengeschäften für Videospiele abgegeben.